# Мах, Эдмунд
Эдмунд Мах (нем. Edmund Mach; 16 июня 1846, Бергамо, Ломбардо-Венецианское королевство — 24 мая 1901, Вена) — итальянский и австрийский химик, агроном и энолог.

## Биография
Родился 16 июня 1846 года в Бергамо, в семье имперского и королевского австрийского военного врача. Среднюю школу проходил в Литомержице и Праге. Учился в политехникумах в Праге и Вене. Несколько лет работал в имперской и королевской Лесной академии Мариабрунна (современный Венский сельскохозяйственный университет) ассистентом Иоганна Озера (нем. Johann Oser). Затем он продолжил своё обучение в Сельскохозяйственной акадении Гогенгейма по специальности «химические процессы в сельскохозяйственных и лесных почвах». В 1870 году устроился ассистентом в Научно-исследовательский центр виноградарства и садоводства в Клостернойбурге.
В 1874 году переехал в Тироль и основал государственную сельскохозяйственную школу в Сан-Микеле-аль-Адидже, которая расположилась в зданиях бывшего августинианского монастыря Святого Михаила. Он возглавлял этот институт до своего назначения в 1899 году гофратом и советником по агротехнике министерства сельского хозяйства Австро-Венгрии. Во время его руководства школой, были внедрены двуязычные курсы (немецкий и итальянский) по виноградарству, садоводству, животноводству и горному земледелию, и школа была преобразована в научно-исследовательский институт. Обширные знания Маха и использование им самых последних научных достижений в сельском хозяйстве оказали положительное влияние на отрасль виноградарства и садоводства в Южном Тироле и Трентино.
Мах умер 24 мая 1901 (54 года) года в Вене.
В 2008 году, в его честь, сельскохозяйственный институт Сан-Микеле-аль-Адидже, бывшая сельскохозяйственная школа, был переименован в фонд Эдмунда Маха.